# Psammocinia
Psammocinia is een geslacht van sponsdieren uit de klasse van de Demospongiae (gewone sponzen).

## Soorten
- Psammocinia amodes Cook & Bergquist, 1998
- Psammocinia arenosa (Lendenfeld, 1888)
- Psammocinia beresfordae Cook & Bergquist, 1996
- Psammocinia bergquistae Sim & Lee, 2001
- Psammocinia bulbosa Bergquist, 1995
- Psammocinia charadrodes Cook & Bergquist, 1998
- Psammocinia compacta (Poléjaeff, 1884)
- Psammocinia conulosa Lee & Sim, 2004
- Psammocinia gageoensis Sim & Lee, 2001
- Psammocinia halmiformis (Lendenfeld, 1888)
- Psammocinia hawere Cook & Bergquist, 1996
- Psammocinia hirsuta Cook & Bergquist, 1998
- Psammocinia jejuensis Sim, 1998
- Psammocinia lobatus Sim & Lee, 2002
- Psammocinia mammiformis Sim, 1998
- Psammocinia maorimotu Cook & Bergquist, 1998
- Psammocinia mosulpia Sim, 1998
- Psammocinia papillata Cook & Bergquist, 1998
- Psammocinia perforodosa Cook & Bergquist, 1998
- Psammocinia rubra Sim & Lee, 2002
- Psammocinia samyangensis Sim & Lee, 1998
- Psammocinia ulleungensis Lee & Sim, 2004
- Psammocinia verrucosa Cook & Bergquist, 1996
- Psammocinia vesiculifera (Poléjaeff, 1884)
- Psammocinia wandoensis Sim & Lee, 1998